# Агиа-Бранка
Агиа-Бранка (порт. Águia Branca)  —  муниципалитет в Бразилии, входит в штат Эспириту-Санту. Составная часть мезорегиона Северо-запад штата Эспириту-Санту. Входит в экономико-статистический  микрорегион Нова-Венесия. Население составляет 9436 человек на 2006 год. Занимает площадь 449,630 км². Плотность населения — 21,0 чел./км².

## Статистика
- Валовой внутренний продукт на 2005 составляет 64.790.000,00 реалов (данные: Бразильский институт географии и статистики).
- Валовой внутренний продукт на душу населения на 2003 составляет 2.782,41 реалов (данные: Бразильский институт географии и статистики).
- Индекс развития человеческого потенциала на 2000 составляет 0,686 (данные: Программа развития ООН).